# Trabzonita
La trabzonita és un mineral de la classe dels silicats. Rep el nom de la província de Trabzon, a Turquia.

## Característiques
La trabzonita és un silicat de fórmula química Ca₄(Si₃O9)(OH)₂. Va ser aprovada com a espècie vàlida per l'Associació Mineralògica Internacional l'any 1983, i la primera publicació data del 1986. Cristal·litza en el sistema ortoròmbic. Es tracta d'una espècie dimorfa de la foshagita.
Segons la classificació de Nickel-Strunz, la trabzonita pertany a «09.BJ: Estructures de sorosilicats amb anions Si₃O10, Si₄O11, etc.; cations en coordinació octaèdrica [6] i major coordinació» juntament amb els següents minerals: orientita, rosenhahnita, thalenita-(Y), fluorthalenita-(Y), tiragal·loïta, medaïta, ruizita, ardennita-(As), ardennita-(V), kilchoanita, kornerupina, prismatina, zunyita, hubeïta i cassagnaïta.
L'exemplar que va servir per a determinar l'espècie, el que es coneix com a material tipus, es troba conservat al Museu d'Història Natural de Ginebra, a Suïssa, amb el número de registre: 435/78.

## Formació i jaciments
Va ser descoberta a Güneyce-Ikizdere, a la província de Rize (Turquia). També ha estat descrita al xenòlit Núm. 1 del mont Lakargi, a la república Kabardino-Balkària (Rússia). Aquests dos indrets són els únics de tot el planeta on ha estat descrita aquesta espècie mineral.